# ذاكر (اسم)
ذاكر هو اسم علم مذكر من أصل عربي، ومعناه هو على وزن اسم الفاعل لمن يذكر الله تسبيحًا وتمجيدًا.

## شخصيات تحمل الاسم
- ذاكر حسين (سياسي هندي، 8 فبراير 1897[3][4][5] – 3 مايو 1969[3][4][5])
- ذاكر محمدوف (فيلسوف أذربيجاني، 16 أغسطس 1936 – 2 مارس 2003)
- ذاكر نايك (داعية وخطيب ومناظر إسلامي هندي، 18 أكتوبر 1965 – )

## وصلات خارجية
- موسوعة السلطان قابوس لأسماء العرب نسخة محفوظة 5 أبريل 2019 على موقع واي باك مشين.